# Hejno

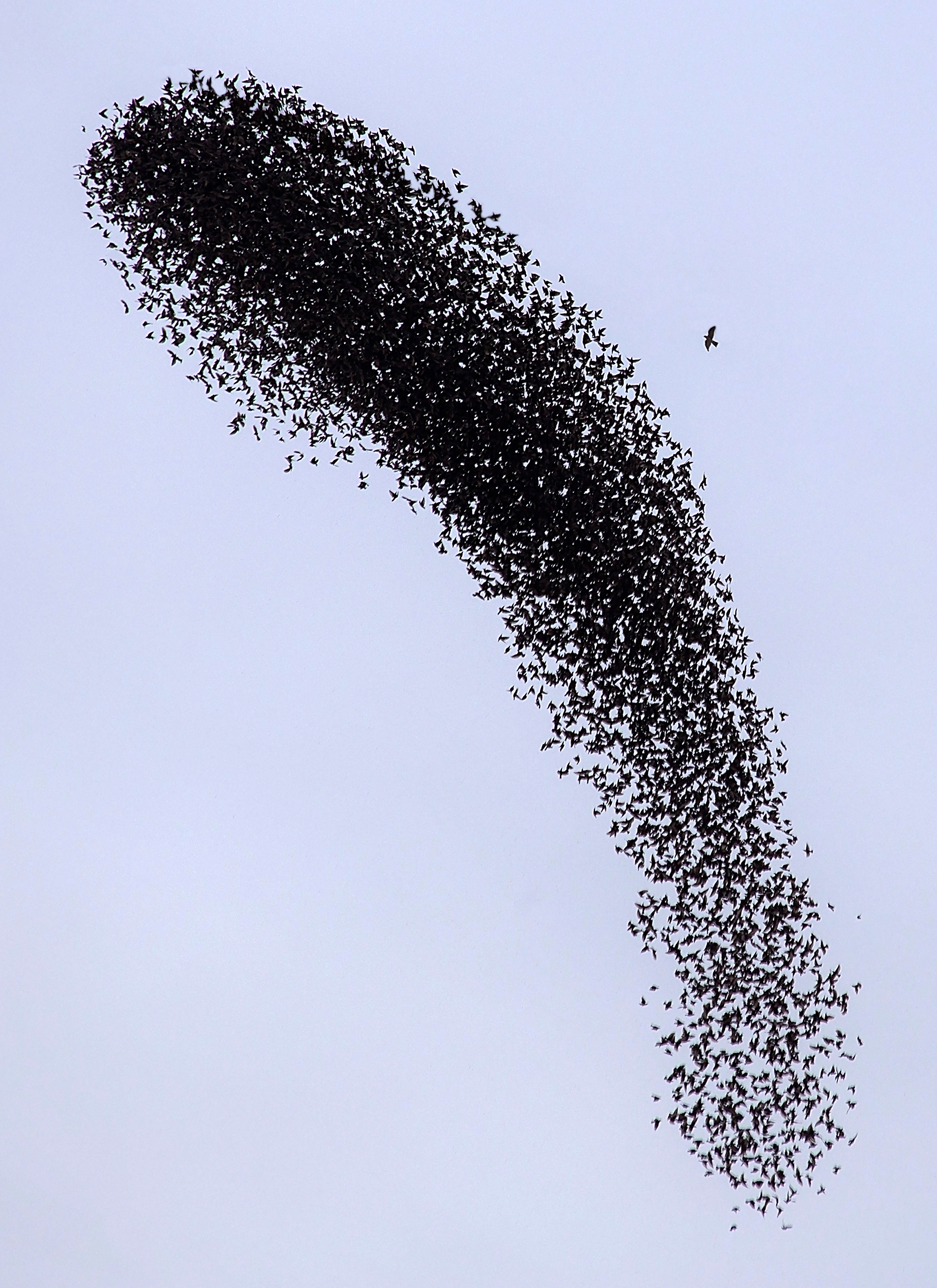
Hejno špačků s číhajícím dravým ptákem (vpravo)

Hejno je společenství jednotlivých ptáků, kteří se sdružili do skupiny za účelem společného cestování (tahu), hřadování nebo krmení. Pobyt v hejně má řadu výhod, jako jsou lepší možnosti nalézání potravy nebo snížení predačního rizika. K nevýhodám patří zvýšená kompetice o potravní zdroje, navýšení rizika šíření nemoci nebo větší agrese mezi členy hejna. Do hejn se nejčastěji shlukují zástupci téhož druhu, nezřídka však dochází i k tvorbě intraspecifických hejn.